# NHL 1925./26.
NHL-sezona 1924./25. je bila deveta sezona NHL-a. Sedam momčadi odigrali su ukupno 36 utakmica. U ovoj sezoni najbolja momčad NHL-a je zadnji put morala igrati protiv zastupnika jedne druge hokejaške lige,  za pobjedu Stanleyevog kupa. 
Momčad Montreal Maroonsa je u finale NHL-a pobijedila najbolju momčad sezone Ottawa Senatorse i igrali su u finalu Stanleyevog Cupa protiv prošlogodišnjeg pobjednika Victoria Cougarse. Maroonsi su osvojili kup pobjeđujući Cougarse s 3:1. 
U New Yorku je hokej na ledu bio pun uspjeh. Momčad New York Americans je preuzela igrače isključenog kluba Hamilton Tigerse. Njihova dvorana je bila Madison Square Garden i utakmicu protiv Montreal Canadiensa pratilo je nevjerojatnih 17.000 gledatelja.
Druga nova momčad NHL, Pittsburgh Piratesi počeli su sezonu s tragedijom. U prvoj utakmici sezone igrali su protiv Montreal Canadiense čiji vratar, zadnjih 15 godina, bio legenda NHL-a Georges Vezina. Vezina je imao povišenu temperaturu i srušio se u prvoj trećini. Doktori su ustanovili da Vezina boluje od tuberkuloze, četiri mjeseca kasnije Vezina je preminuo. 

## Regularna sezona

### Ljestvice
Kratice: P = Pobjede, Po. = Porazi, N = Neriješeno, G= Golovi, PG = Primljeni Golovi, B = Bodovi
|                      | P  | Po. | N | G  | PG  | B  |
| -------------------- | -- | --- | - | -- | --- | -- |
| Ottawa Senators      | 24 | 8   | 4 | 77 | 42  | 52 |
| Montreal Maroons     | 20 | 11  | 5 | 91 | 73  | 45 |
| Pittsburgh Pirates   | 19 | 16  | 1 | 82 | 70  | 39 |
| Boston Bruins        | 17 | 15  | 4 | 92 | 85  | 38 |
| New York Americans   | 12 | 20  | 4 | 68 | 86  | 28 |
| Toronto St. Patricks | 12 | 21  | 3 | 92 | 114 | 27 |
| Montreal Canadiens   | 11 | 24  | 1 | 79 | 108 | 23 |

### Najbolji strijelci
Kratice: Ut. = Utakmice, G = Golovi, A = Asistenciije, B = Bodovi
| Igrač          | Momčad       | Ut. | G  | A  | B  |
| -------------- | ------------ | --- | -- | -- | -- |
| Nels Stewart   | Mtl. Maroons | 36  | 34 | 8  | 42 |
| Cy Denneny     | Ottawa       | 36  | 24 | 12 | 36 |
| Carson Cooper  | Boston       | 36  | 28 | 3  | 31 |
| Jimmy Herberts | Boston       | 36  | 26 | 5  | 31 |
| Howie Morenz   | Montreal     | 31  | 23 | 3  | 26 |
| Jack Adams     | Toronto      | 36  | 21 | 5  | 26 |
| Aurel Joliat   | Montreal     | 35  | 17 | 9  | 26 |
| Billy Burch    | NY Americans | 36  | 22 | 3  | 25 |
| Hooley Smith   | Ottawa       | 28  | 16 | 9  | 25 |
| Frank Nighbor  | Ottawa       | 35  | 12 | 13 | 25 |

## Doigravanje za Stanleyjev kup

### Prvi krug prvenstva NHL-a
| Pittsburgh Pirates (3) vs. Montreal Maroons (2)                | Pittsburgh Pirates (3) vs. Montreal Maroons (2) | Pittsburgh Pirates (3) vs. Montreal Maroons (2) | Pittsburgh Pirates (3) vs. Montreal Maroons (2) | Pittsburgh Pirates (3) vs. Montreal Maroons (2) | Pittsburgh Pirates (3) vs. Montreal Maroons (2) | Pittsburgh Pirates (3) vs. Montreal Maroons (2) |
| Datum                                                          | Gostujuća momčad                                | Gostujuća momčad                                | Domaćin                                         | Domaćin                                         | Bem.                                            |                                                 |
| -------------------------------------------------------------- | ----------------------------------------------- | ----------------------------------------------- | ----------------------------------------------- | ----------------------------------------------- | ----------------------------------------------- | ----------------------------------------------- |
| 8. März                                                        | Montreal Maroons                                | 3                                               | 1                                               | Pittsburgh Pirates                              |                                                 |                                                 |
| 11. März                                                       | Pittsburgh Pirates                              | 3                                               | 3                                               | Montreal Maroons                                |                                                 |                                                 |
| Montreal pobjeđuje seriju s 6:4 i kvalificira se finale NHL-a. |                                                 |                                                 |                                                 |                                                 |                                                 |                                                 |

### Finale NHL-a
| Montreal Maroons (2) vs. Ottawa Senators (1)                       | Montreal Maroons (2) vs. Ottawa Senators (1) | Montreal Maroons (2) vs. Ottawa Senators (1) | Montreal Maroons (2) vs. Ottawa Senators (1) | Montreal Maroons (2) vs. Ottawa Senators (1) | Montreal Maroons (2) vs. Ottawa Senators (1) | Montreal Maroons (2) vs. Ottawa Senators (1) |
| Datum                                                              | Gostujuća momčad                             | Gostujuća momčad                             | Domaćin                                      | Domaćin                                      |                                              |                                              |
| ------------------------------------------------------------------ | -------------------------------------------- | -------------------------------------------- | -------------------------------------------- | -------------------------------------------- | -------------------------------------------- | -------------------------------------------- |
| 25. ožujka                                                         | Ottawa Senators                              | 1                                            | 1                                            | Montreal Maroons                             |                                              |                                              |
| 27. ožujka                                                         | Montreal Maroons                             | 1                                            | 0                                            | Ottawa Senators                              |                                              |                                              |
| Montreal pobjeđuje s 2:1 i kvalificira se finale Stanleyjeva kupa. |                                              |                                              |                                              |                                              |                                              |                                              |

### Finale Stanleyjeva kupa
| Montreal Maroons vs. Victoria Cougars                   | Montreal Maroons vs. Victoria Cougars | Montreal Maroons vs. Victoria Cougars | Montreal Maroons vs. Victoria Cougars | Montreal Maroons vs. Victoria Cougars | Montreal Maroons vs. Victoria Cougars | Montreal Maroons vs. Victoria Cougars |
| Datum                                                   | Gostujuća momčad                      | Gostujuća momčad                      | Domaćin                               | Domaćin                               |                                       |                                       |
| ------------------------------------------------------- | ------------------------------------- | ------------------------------------- | ------------------------------------- | ------------------------------------- | ------------------------------------- | ------------------------------------- |
| 30. ožujka                                              | Victoria Cougars                      | 0                                     | 3                                     | Montreal Maroons                      |                                       |                                       |
| 1. travnja                                              | Victoria Cougars                      | 0                                     | 3                                     | Montreal Maroons                      |                                       |                                       |
| 3. travnja                                              | Victoria Cougars                      | 3                                     | 2                                     | Montreal Maroons                      |                                       |                                       |
| 6. travnja                                              | Victoria Cougars                      | 0                                     | 2                                     | Montreal Maroons                      |                                       |                                       |
| Montreal pobjeđuje seriju s 3:1i osvaja Stanleyjev kup. |                                       |                                       |                                       |                                       |                                       |                                       |

## Nagrade NHL-a
| Hart Memorial Trophy:      | Nels Stewart, Montreal Maroons |
| Lady Byng Memorial Trophy: | Frank Nighbor, Ottawa Senators |

## Vanjske povezice
- Hacx.de: Sve ljestvice NHL-a  Arhivirana inačica izvorne stranice od 24. siječnja 2008. (Wayback Machine)